# Subterranean Homesick Blues (Lied)
Subterranean Homesick Blues ist ein Song von Bob Dylan, der am 8. März 1965 als Single und zwei Wochen später auf dem Album Bringing It All Back Home veröffentlicht wurde.

## Entstehung
Subterranean Homesick Blues wurde, produziert von Tom Wilson, aufgenommen am 14. Januar 1965 in den Columbia Recording Studios in New York. Außer Dylan (Gesang, Mundharmonika, Gitarre) waren daran die folgenden Musiker beteiligt: John Hammond Jr. (Gitarre), Bruce Langhorne (Gitarre), Frank Owens (E-Piano), John Boone oder John Sebastian (Bass) und Bobby Gregg (Schlagzeug).
Zwei alternative Versionen des Songs wurden später auf Ausgaben von Dylans Bootleg Series veröffentlicht:
Auf Volume 2 war enthalten eine Solo-Fassung – also nur Gesang, akustische Gitarre, Mundharmonika –, möglicherweise gemeint als Demo-Version für die anderen Musiker, und auf The Bootleg Series Vol. 12: The Cutting Edge 1965–1966 ein erstes Take des Songs, im Klang schon nah an der dann im März 1965 schließlich veröffentlichten Version.

## Die Musik
Ende 1962 hatte Bob Dylan eine Single veröffentlicht, auf der er von einer Band mit elektrisch verstärkten Instrumenten begleitet wurde: Mixed-Up Confusion. Aber diesen Weg hatte er zunächst nicht weiterverfolgt. Alle vier Alben vor Bringing It All Back Home waren Solo-Alben Dylans, seine Begleitinstrumente nur die akustische Gitarre und die Mundharmonika, gerade einmal das Klavier. Aber dann hieß es: „Dylan goes electric“, und der erste veröffentlichte Song dieser neuen Phase war Subterranean Homesick Blues.
Neu war nicht nur die elektrisch verstärkte Begleitung. Auch wenn seine Stimme von Anfang an unverwechselbar war, Dylans Gesangsstil war bis dahin immer wesentlich von traditioneller Folkmusik bestimmt gewesen. Hier jetzt plötzlich, auf Subterranean Homesick Blues: eine Art von rhythmischem Sprechgesang, der später als früher Vorläufer des Rap angesehen wurde. „Ist dies der allererste Rap-Song?“, fragte Christopher R. Weingarten unter der Überschrift „Ist Bob Dylan der Pate des Hip-Hop?“ 2010 im Rolling Stone. Auf die Frage, ob er an Vorbilder für diese Art des Gesangs gedacht habe, antwortete Dylan später: „Das ist von Chuck Berry, ein bisschen in der Art von Too Much Monkey Business, und auch aus Scat Songs der 1940er“.

## Der Text
Der Songtext besteht aus vier Strophen, in deren mittlerem Vers es jeweils heißt: „look out kid“, was man vielleicht übersetzen kann mit: „bleib wachsam!“ oder „behalt die Augen auf!“. Die US-amerikanische Gesellschaft der Mitte der 1960er Jahre wird in einzelnen, rasant aufeinanderfolgenden Impressionen skizziert und dem kid – der Hörerin, dem Hörer – wird empfohlen, den eigenen Gefühlen und dem eigenen Verstand zu vertrauen: „you don’t need a weatherman to know which way the wind blows“.

## Musikvideo
Der Song Subterranean Homesick Blues hat auch deshalb eine große Bekanntheit erreicht, weil ein dazu aufgenommener Film-Clip als eines der ersten Musikvideos gilt. Es zeigt Dylan, der nacheinander auf große Papptafeln geschriebene Worte zu den entsprechenden Stellen des Songtextes aufblättert und dann fallen lässt. Dieser Clip ist die erste Sequenz des Dokumentarfilms Dont Look Back von D. A. Pennebaker, der Dylans Großbritannien-Tournee im April und Mai 1965 behandelt, und wurde gefilmt in London am 8. Mai 1965. Der ebenfalls in Dont Look Back mitwirkende Beat-Poet Allen Ginsberg ist durchgängig im Hintergrund des Videos zu sehen.
Der Film-Clip diente 1987 als Vorlage für die Musikvideos zu Mediate von INXS sowie zu Nur ein Wort von Wir sind Helden.

## Kommerzieller Erfolg

### Chartplatzierungen
| ChartsChartplatzierungen       | Höchstplatzierung | Wochen |
| ------------------------------ | ----------------- | ------ |
| Vereinigte Staaten (Billboard) | 39 (8 Wo.)        | 8      |
| Vereinigtes Königreich (OCC)   | 9 (9 Wo.)         | 9      |

### Auszeichnungen für Musikverkäufe
| Land/Region                  | Auszeichnungen für Musikverkäufe (Land/Region, Auszeichnung, Verkäufe) | Verkäufe |
| ---------------------------- | ---------------------------------------------------------------------- | -------- |
| Vereinigtes Königreich (BPI) | Silber                                                                 | 200.000  |
| Insgesamt                    | 1× Silber ·                                                            | 200.000  |

Hauptartikel: Bob Dylan/Auszeichnungen für Musikverkäufe